# Покемон: Судбина Деоксиса
Покемон: Судбина Деоксиса (јап. 劇場版ポケットモンスター アドバンスジェネレーション 裂空の訪問者 デオキシス, енгл. Pokémon: Destiny Deoxys) је јапански анимирани филм из 2004. године. Седми је по реду Покемон филм. У Јапану је премијерно приказан 17. јула 2004. године. За америчко и светско тржиште је дорађен избацивањем насилних сцена.
Судбина Деоксиса је први Покемон филм који није имао кратки филм пре себе, уместо тога радња главног филма је продужена. Покемони који се обично појаве у кратком филму су споредни ликови у главном филму. Ово је такође први филм у којем се појављује Манчлакс.
Завршна шица јапанске верзије је Слатко: Сањајући слатки дечко (јап. L•O•V•E•L•Y～夢見るLOVELY BOY～), пева Томоко Кавасе, а енглеска (задржана и у српској синхронизацији) се зове Ова страна раја (енгл. This Side of Paradise), пева Бри Шарп.
У Србији филм је имао DVD премијеру, који се продавао и у Црној Гори. Касније се неколико пута приказивао на ТВ-у на неколико канала. Српску синхронизацију је радио студио Призор.

## Радња
Тајанствени метеор хита ка Земљи. Током улазка у атмосферу замало повређује Рејквазу, чувара неба који живи у озонском омотачу. Метеор се обрушава у поларну зону, откривајући два објекта у облику јајета. Љубичасто јаје се регенерише у Деоксиса и узима зелено јаје. Рејкваза напушта озонски омотач да би се борио против посетиоца (мислећи да је непријатељ). Почиње борба, уништивши околњи истраживачки центар и истраумиравши малог дечака, уплашеног од стада покемона. Као резултат Рејквазиног напада Деоксис се враћа у облик јајета и пада у море, док истраживачи узимају зелено јаје са њима. Деоксис се у мору регенерише и чека. Зелено јаје се појављује негде у Хоену.
Четири године касније Еш, Меј, Брок и Макс путују у град ЛаРус, где коцкасти роботи патролирају. Тамо упознају Торија, дечка који се плаши покемона због психолошке трауме од стампеда покемона, изазваног борбом Деоксиса и Рејквазе. Тори је усамљеник. Деоксис, који се потпуно излечио, излази да пронађе зелено јаје које Торијеви родитељи тестирају у лабораторији.
У Кули Борбе Еш грешком узима Торија за партнера у борби покемона против Рејфа и Сида. Тори користи Ешовог Торкоала, мада не зна како да се снађе, због чега губе. Тори бежи одатле, спречавајући спасавање Мајнена, заробљеног у канти за ђубре. Касније Еш упознаје Торијеве родитеље, забављају се док не примете тајанствену љубичасту поларну светлост која означава повратак Деоксиса.
Док Деоксис измешта становнике да би пронашао зелено јаје, користећи своје копије, на Ешу, Пикачуу и Торију је да му помогну да га нађе. Ситуација се компликује долазком Рејквазе и евакуацијом града, због чега Деоксис ствара поље силе које искључује градско напајање. Рејкваза касније успева да се пробије кроз поље силе и битка између њега и Деоксиса се наставља, што изазива хаос у граду. Зелено јаје се регенерише када Пикачу, Пласл и Мајнен напуне генератор у лабораторији. Како се битка наставља Деоксис је спреман да убије Рејквазу, али се близанац Деоксис појављује у правом тренутку и спашава Рејквазу. Град је препуњен коцкама од робота које контролише поремећени главни робот. Коцке повређују Рејквазу. Близанац Деоксис прави штит и спашава Рејквазу. Рејкваза схвата да му Деоксиси помажу у борби против нове претње и напада на хиљаде коцки-робота.
Еш и Тори раде заједно и успевају да искључе роботе тако што главном роботу показују пасош и ослобађају близанца Деоксиса и Рејквазу. Тори замало пада и умире у покушају да спасе Пласла и Мајнена од пада, али га спашава зелени Деоксис. Рејкваза схвата да Деоксиси нису непријатељи и одлази у миру, а Деоксиси стварају зелену и љубичасту поларну светлост на небу као знак поздрава њиховим пријатељима и одлазе на непознато место. Еш изјављује да где год да иду, макар ће увек имати једни друге. Тори, који је превазишао свој страх од покемона испраћа Еша и дружину до станице са својим новим пријатељима Пласлом и Мајненом на раменима.

## Улоге
| Име лика       | Јапански глас     | Српски глас    |
| -------------- | ----------------- | -------------- |
| Еш Кечум       | Рика Мацумото     | Марко Живић    |
| Меј            | Каори             | Душица Синобад |
| Брок           | Јуџи Уеда         | Бојан Лазаров  |
| Макс           | Фушиги Јамада     | Јадранка Селец |
| Тори Ланд      | Норико Хидака     | Душица Синобад |
| Професор Ланд  | Коичи Јамадера    | Бојан Лазаров  |
| Јуко           | Такако Уехара     | Душица Синобад |
| Рејф           | Кенџи Ноџима      | Марко Живић    |
| Ребека         | Беки              | Јадранка Селец |
| Сид            | Макото Хиго       | Бојан Лазаров  |
| Кетрин         | Марија Јамамото   | Јадранка Селец |
| Одри           | Нана Мизуки       | Јадранка Селец |
| Џеси           | Мегуми Хајашибара | Јадранка Селец |
| Џејмс          | Шиничиро Мики     | Марко Живић    |
| Мјау           | Инуко Инујама     | Душица Синобад |
| Полицајка Џени | (непознато)       | Душица Синобад |
| Наратор        | Уншо Ишизука      | Бојан Лазаров  |